# Miroslav Mikulášek
Miroslav Mikulášek (* 14. března 1930 Rosice u Brna) je český vysokoškolský učitel, literární teoretik (zaměřením hermeneutik) a rusista, vyučující na Katedře slavistiky Filozofické fakulty Ostravské univerzity (FF OU) v Ostravě. Je autorem řady literárních děl z oblasti dějin sovětské a ruské literatury.

## Život a dílo
Miroslav Mikulášek se narodil dne 14. března 1930 v dělnické rodině v Rosicích u Brna. Po studiu na I. státním reálném gymnázium na Starém Brně vystudoval v letech 1949–1953 ruštinu a češtinu na Filozofické fakultě Masarykovy univerzity v Brně. Na toto studium posléze navázal svou prací na téma Vývoj sovětské komedie v letech 1925–1934, s kterou po svém dalším studiu na Leningradské univerzitě v Sovětském svazu v letech 1956-1960 získal vědeckou aspiranturu s hodností kandidáta věd (CSc.). Docentem se stal v roce 1964, profesorem pro obor dějiny ruské literatury byl pak jmenován v roce 1980. Hodnost doktor věd (DrSc.) obdržel Mikulášek v roce 1978. Miroslav Mikulášek se na akademické úrovni zabývá studiem literární hermeneutiky a interpretací uměleckého textu.

### Publikační činnost (výběr)

#### Ruská literární věda
- Žánrová polyfonie a myšlenkový svět soudobé sovětské dramatické tvorby. 1. vyd. Praha: SPN, 1990. 76 S.
- Zahrádka, Miroslav; Žváček, Dušan; Mikulášek, Miroslav. Současná sovětská literatura: Próza, poezie, drama. 1. vyd. Praha: Lidové nakladatelství, 1984. 193 S.
- Vladimír Majakovskij. 1. vyd. Praha: Horizont, 1982. 182 S.

#### Literární hermeneutika a genologie
- Via cordis: ars interpretationis hermeneuticae : duchovědné paradigma literární hermeneutiky. 1. vyd. V Ostravě: Filozofická fakulta Ostravské univerzity, 2011. 195 S.
- Umění interpretace : "techné hermeneutiké" : anatomie literární hermeneutiky: umění hermeneuticko-genologické exegeze: (rukověť propedeutického studia literární hermeneutiky). 1. vyd. Banská Bystrica: Univerzita Mateja Bela, Fakulta humanitných vied, 2009. 253 S.
- "Zření duchovního kosmu" a "ars interpretandi" : [anatomie literární hermeneutiky: umění hermeneuticko-genologické interpretace ...]. 1. vyd. Ostrava: Ostravská univerzita v Ostravě, 2008. 200 S.
- Hledání "duše" díla v umění interpretace: genologicko-hermeneutická anamnéza "vnitřní formy" artefaktu a mytopoidních forem narace. 1. vyd. V Ostravě: Ostravská univerzita; v Šenově u Ostravy: Tilia, 2004. 335 S.